# Indian Hills (Kentucky)
Indian Hills is een plaats (city) in de Amerikaanse staat Kentucky, en valt bestuurlijk gezien onder Jefferson County.

## Demografie
Bij de volkstelling in 2000 werd het aantal inwoners vastgesteld op 2882.
In 2006 is het aantal inwoners door het United States Census Bureau geschat op 3134, een stijging van 252 (8,7%).

## Geografie
Volgens het United States Census Bureau beslaat de plaats een oppervlakte van
5,1 km², geheel bestaande uit land. Indian Hills ligt op ongeveer 2121 m boven zeeniveau.

## Plaatsen in de nabije omgeving
De onderstaande figuur toont nabijgelegen plaatsen in een straal van 4 km rond Indian Hills.

## Geboren in Indian Hills
- Jennifer Lawrence (1990), actrice